# Island Fever
Island Fever ist der Titel einer Pornofilm-Reihe des Regisseurs Joone von der Produktionsfirma Digital Playground. Die Filme sind ausschließlich in freier Natur auf unterschiedlichen Inseln gedreht, die Szenen sind nur mit Musik unterlegt.

## Island Fever
- 2001
- Gedreht auf Maui
- Darsteller: Tera Patrick, Julia Ann, Briana Banks, Devin Wolf, Bobby Vitale
- Auszeichnungen: AVN Award – Best Tease Performance, Tera Patrick (2002), AVN Award – Best Editing (2002), AVN Award – Top Renting Tape of 2001, Empire Award – Best All-Sex DVD (2001), Empire Award – Best Video Quality (2001), Empire Award – Best Selling DVD (2001), NightMoves Award – Best DVD (2001)

## Island Fever 2
- 2003
- Gedreht auf Maui
- Darsteller: Tera Patrick, Devon, Stormy Daniels, Barrett Blade, Erik Everhard
- Auszeichnungen:

## Island Fever 3
- 2004
- Gedreht auf Tahiti und Bora Bora
- Darsteller: Jesse Jane, Devon, Tera Patrick, Barrett Blade, Eric Masterson, Evan Stone
- Auszeichnungen: AVN Award 2005 als „Best High Definition Production“, AVN Award - Best Packaging (2005), Empire Award 2005 „Best Selling DVD“, Empire Award 2004 „Viewer’s Choice Award“, Empire Award 2004 als „Best All-Sex DVD“, Empire Award - Best DVD Video (2004), Empire Award - Best DVD Commentary (2004)
- Erster WMV-HD-DVD-Pornofilm und einer der ersten HD-DVDs aus dem Hause DP.

## Island Fever 4
- 2006
- Gedreht auf den Bahamas und Bora Bora
- Darsteller: Jesse Jane, Teagan Presley, Jana Cova, Sophia Santi, Kinzie Kenner, Marie Luv, Evan Stone, Scott Nails, Tommy Gunn, Marco Banderas, Jean Val Jean
- Auszeichnungen: AVN Award 2007 für „Best All-Girl Sex Scene - Video“ (Jesse Jane, Teagan Presley, Jana Cova und Sophia Santi), Empire Award 2006 als „Best All-Sex DVD“, Empire Award 2006 „Best DVD Video Quality“; F.A.M.E. Award 2007 als „Favorite Feature Movie“